# Südostasienspiele/Billard
Billard ist seit 1987 Bestandteil der Südostasienspiele. Dabei werden beziehungsweise wurden in 12 verschiedenen Disziplinen der Billardvarianten Karambolage, Poolbillard, English Billiards und Snooker Wettbewerbe im Einzel, Doppel und in der Mannschaft ausgetragen.

## Medaillengewinner
Im Folgenden sind die Medaillengewinner seit 2001 aufgelistet.

### Einband Einzel
| Jahr | Austragungsort    | Gold                 | Silber              | Bronze              |
| ---- | ----------------- | -------------------- | ------------------- | ------------------- |
| 2003 | Ho-Chi-Minh-Stadt | Lê Phước Lợi         | Đặng Đình Tiến      | Efren Reyes         |
| 2005 | Manila            | Nguyễn Thanh Bình    | Lê Phước Lợi        | Reynaldo Grandea    |
| 2007 | Nakhon Ratchasima | Dương Anh Vũ         | Nguyễn Sỹ Tường     | Tan Kiong An        |
| 2009 | Vientiane         | Đặng Đình Tiến       | Cao Thành Trúc      | Tan Kiong An        |
| 2011 | Palembang         | Mã Minh Cẩm          | Francisco Dela Cruz | Nguyễn Thanh Long   |
| 2011 | Palembang         | Mã Minh Cẩm          | Francisco Dela Cruz | Efren Reyes         |
| 2013 | Naypyidaw         | Đặng Đình Tiến       | Mã Minh Cẩm         | Francisco Dela Cruz |
| 2013 | Naypyidaw         | Đặng Đình Tiến       | Mã Minh Cẩm         | Efren Reyes         |
| 2015 | Singapur          | Trần Phi Hùng        | Mã Minh Cẩm         | Efren Reyes         |
| 2015 | Singapur          | Trần Phi Hùng        | Mã Minh Cẩm         | Francisco Dela Cruz |
| 2019 | Manila            | Ngô Đình Nại         | Phạm Cảnh Phúc      | Efren Reyes         |
| 2019 | Manila            | Ngô Đình Nại         | Phạm Cảnh Phúc      | Francisco Dela Cruz |
| 2021 | Hanoi             | Nguyễn Trần Thanh Tự | Phạm Quốc Tuấn      | Francisco Dela Cruz |
| 2021 | Hanoi             | Nguyễn Trần Thanh Tự | Phạm Quốc Tuấn      | Efren Reyes         |

### Dreiband Einzel
| Jahr | Austragungsort    | Gold               | Silber               | Bronze              |
| ---- | ----------------- | ------------------ | -------------------- | ------------------- |
| 2003 | Ho-Chi-Minh-Stadt | Lý Thế Vinh        | Dương Anh Vũ         | Reynaldo Grandea    |
| 2011 | Palembang         | Nguyễn Quốc Nguyện | Dương Anh Vũ         | Reynaldo Grandea    |
| 2011 | Palembang         | Nguyễn Quốc Nguyện | Dương Anh Vũ         | Efren Reyes         |
| 2021 | Hanoi             | Trấn Quyết Chiến   | Nguyễn Đức Anh Chiến | Suriya Suwannasingh |
| 2021 | Hanoi             | Trấn Quyết Chiến   | Nguyễn Đức Anh Chiến | Sompol Saetang      |

### Cadre 47/1 Einzel
| Jahr | Austragungsort    | Gold           | Silber           | Bronze                         |
| ---- | ----------------- | -------------- | ---------------- | ------------------------------ |
| 2003 | Ho-Chi-Minh-Stadt | Trương Văn Anh | Reynaldo Grandea | Antonius Ananta Sigit Sidharta |

### Freie Partie Einzel
| Jahr | Austragungsort    | Gold          | Silber         | Bronze                         |
| ---- | ----------------- | ------------- | -------------- | ------------------------------ |
| 2003 | Ho-Chi-Minh-Stadt | Trần Đình Hòa | Trần Đình Tiến | Antonius Ananta Sigit Sidharta |

### 8-Ball Einzel
| Jahr | Austragungsort    | Gold            | Silber           | Bronze             |
| ---- | ----------------- | --------------- | ---------------- | ------------------ |
| 2001 | Kuala Lumpur      | Lee Van Corteza | Efren Reyes      | Tey Choon Kiat     |
| 2003 | Ho-Chi-Minh-Stadt | Lee Van Corteza | Ibrahim Bin Amir | Tey Choon Kiat     |
| 2005 | Manila            | Alex Pagulayan  | Lee Van Corteza  | Tey Choon Kiat     |
| 2007 | Nakhon Ratchasima | Ronato Alcano   | Tey Choon Kiat   | Ibrahim Bin Amir   |
| 2009 | Vientiane         | Ronato Alcano   | Gandy Valle      | Ricky Yang         |
| 2011 | Palembang         | Dennis Orcollo  | Ricky Yang       | Nguyễn Phương Thảo |
| 2011 | Palembang         | Dennis Orcollo  | Ricky Yang       | Muhammad Zulfikiri |

### 8-Ball Doppel
| Jahr | Austragungsort | Gold                           | Silber                            | Bronze                         |
| ---- | -------------- | ------------------------------ | --------------------------------- | ------------------------------ |
| 2005 | Manila         | Lee Van Corteza Antonio Gabica | Nguyễn Phúc Long Nguyễn Thành Nam | Tey Choon Kiat Chan Keng Kwang |

### 9-Ball Einzel
| Jahr | Austragungsort    | Gold             | Silber            | Bronze              |
| ---- | ----------------- | ---------------- | ----------------- | ------------------- |
| 1995 | Chiang Mai        | Phaitoon Phonbun | Chachawan Rutphae | unbekannt           |
| 2001 | Kuala Lumpur      | Antonio Lining   | Lee Van Corteza   | Surathep Phoochalam |
| 2003 | Ho-Chi-Minh-Stadt | Muhamad Junarto  | Nurdin            | Efren Reyes         |
| 2005 | Manila            | Chan Keng Kwang  | Lương Chí Dũng    | Ooi Fook Yuen       |
| 2007 | Nakhon Ratchasima | Ricky Yang       | Lee Van Corteza   | Antonio Gabica      |
| 2009 | Vientiane         | Nguyễn Phúc Long | Ricky Yang        | Dennis Orcollo      |
| 2011 | Palembang         | Ricky Yang       | Irsal Nasution    | Francisco Mertado   |
| 2011 | Palembang         | Ricky Yang       | Irsal Nasution    | Đỗ Thế Kiên         |
| 2013 | Naypyidaw         | Ricky Yang       | Tan Kah Thiam     | Nitiwat Kanjanasri  |
| 2013 | Naypyidaw         | Ricky Yang       | Tan Kah Thiam     | Aung Moe Thu        |
| 2015 | Singapur          | Dennis Orcollo   | Maung Maung       | Carlo Biado         |
| 2015 | Singapur          | Dennis Orcollo   | Maung Maung       | Dương Quốc Hoàng    |
| 2017 | Kuala Lumpur      | Carlo Biado      | Dương Quốc Hoàng  | Nguyễn Anh Tuấn     |
| 2017 | Kuala Lumpur      | Carlo Biado      | Dương Quốc Hoàng  | Johann Chua         |
| 2019 | Manila            | Phone Myint Kyaw | Đỗ Thế Kiên       | Aloysius Yapp       |
| 2019 | Manila            | Phone Myint Kyaw | Đỗ Thế Kiên       | Toh Lian Han        |
| 2021 | Hanoi             | Johann Chua      | Carlo Biado       | Aloysius Yapp       |
| 2021 | Hanoi             | Johann Chua      | Carlo Biado       | Toh Lian Han        |

### 9-Ball Doppel
| Jahr | Austragungsort    | Gold                            | Silber                           | Bronze                            |
| ---- | ----------------- | ------------------------------- | -------------------------------- | --------------------------------- |
| 1995 | Chiang Mai        | Marlon Manalo Joven Alba        | unbekannt                        | unbekannt                         |
| 2001 | Kuala Lumpur      | Muhamad Junarto Adam Abdurahim  | Warren Kiamco Vivancio Tanio     | Tan Tiong Boon Ang Boon Lay       |
| 2003 | Ho-Chi-Minh-Stadt | Lee Van Corteza Warren Kiamco   | Muhamad Junarto Nurdin           | Nguyễn Phúc Long Nguyễn Thành Nam |
| 2005 | Manila            | Alex Pagulayan Dennis Orcollo   | Nguyễn Thành Nam Lương Chí Dũng  | Toh Lian Han Chan Keng Kwang      |
| 2007 | Nakhon Ratchasima | Antonio Gabica Marlon Manalo    | Chan Keng Kwang Toh Lian Han     | Ibrahim Bin Amir Lee Poh Soon     |
| 2009 | Vientiane         | Dương Quốc Hoàng Lương Chí Dũng | Muhammad Zulfikiri Ricky Yang    | Chan Keng Kwang Toh Lian Han      |
| 2015 | Singapur          | Carlo Biado Warren Kiamco       | Dương Quốc Hoàng Nguyễn Anh Tuấn | Maung Maung Thu Aung Moe          |
| 2015 | Singapur          | Carlo Biado Warren Kiamco       | Dương Quốc Hoàng Nguyễn Anh Tuấn | Toh Lian Han Aloysius Yapp        |
| 2017 | Kuala Lumpur      | Toh Lian Han Aloysius Yapp      | Maung Maung Aung Moe Thu         | Warren Kiamco Dennis Orcollo      |
| 2017 | Kuala Lumpur      | Toh Lian Han Aloysius Yapp      | Maung Maung Aung Moe Thu         | Arun Jefry Zen                    |
| 2019 | Manila            | Aung Moe Thu Maung Maung        | Toh Lian Han Aloysius Yapp       | Jeffrey Ignacio Warren Kiamco     |
| 2019 | Manila            | Aung Moe Thu Maung Maung        | Toh Lian Han Aloysius Yapp       | Carlo Biado Johann Chua           |

### 9-Ball Mannschaft
| Jahr | Austragungsort | Gold                                                 | Silber    | Bronze    |
| ---- | -------------- | ---------------------------------------------------- | --------- | --------- |
| 1995 | Chiang Mai     | Singapur Randy Wong Sonny Tan Bernard Tey Choon Kiat | unbekannt | unbekannt |

### 10-Ball Einzel
| Jahr | Austragungsort | Gold           | Silber      | Bronze             |
| ---- | -------------- | -------------- | ----------- | ------------------ |
| 2013 | Naypyidaw      | Dennis Orcollo | Carlo Biado | Nguyễn Anh Tuấn    |
| 2013 | Naypyidaw      | Dennis Orcollo | Carlo Biado | Đặng Thành Kiên    |
| 2019 | Manila         | Dennis Orcollo | Đỗ Thế Kiên | Aloysius Yapp      |
| 2019 | Manila         | Dennis Orcollo | Đỗ Thế Kiên | Ismail Kadir       |
| 2021 | Hanoi          | Carlo Biado    | Johann Chua | Aloysius Yapp      |
| 2021 | Hanoi          | Carlo Biado    | Johann Chua | Sharik Aslam Sayed |

### 15-Ball Einzel
| Jahr | Austragungsort | Gold            | Silber      | Bronze          |
| ---- | -------------- | --------------- | ----------- | --------------- |
| 1995 | Chiang Mai     | Opas Suwannarat | Ng Ann Seng | unbekannt       |
| 2001 | Kuala Lumpur   | Warren Kiamco   | Efren Reyes | Muhamad Junarto |

### 15-Ball Doppel
| Jahr | Austragungsort | Gold                       | Silber    | Bronze    |
| ---- | -------------- | -------------------------- | --------- | --------- |
| 1995 | Chiang Mai     | Ng Ann Seng Liew Kitt Fatt | unbekannt | unbekannt |

### 15-Ball Mannschaft
| Jahr | Austragungsort | Gold                                          | Silber    | Bronze    |
| ---- | -------------- | --------------------------------------------- | --------- | --------- |
| 1995 | Chiang Mai     | Malaysia Sam Chong Ng Ann Seng Liew Kitt Fatt | unbekannt | unbekannt |

### Rotation Einzel
| Jahr | Austragungsort | Gold          | Silber         | Bronze          |
| ---- | -------------- | ------------- | -------------- | --------------- |
| 2005 | Manila         | Ronato Alcano | Antonio Gabica | Muhamad Junarto |

### Rotation Doppel
| Jahr | Austragungsort | Gold                         | Silber                               | Bronze                         |
| ---- | -------------- | ---------------------------- | ------------------------------------ | ------------------------------ |
| 2005 | Manila         | Ronato Alcano Leonardo Andam | Tepwin Arunnath Amnuayporn Chotipong | Ibrahim Bin Amir Ooi Fook Yuen |

### English Billiards Einzel
| Jahr | Austragungsort    | Gold              | Silber                  | Bronze              |
| ---- | ----------------- | ----------------- | ----------------------- | ------------------- |
| 1995 | Chiang Mai        | Moh Loon Hong     | Mong Kol Kanfakalang    | Richard Lim Sin Foo |
| 2001 | Kuala Lumpur      | Mohammed Muslim   | U Kyaw Oo               | Hasan Manfaluti     |
| 2003 | Ho-Chi-Minh-Stadt | Rom Surin         | Thawat Sujaritthurakarn | Hasan Manfaluti     |
| 2005 | Manila            | Nguyễn Thanh Long | U Kyaw Oo               | Hasan Manfaluti     |
| 2007 | Nakhon Ratchasima | Rom Surin         | Thawat Sujaritthurakarn | Thway Oo Nay        |
| 2009 | Vientiane         | Đặng Đình Tiến    | Cao Thành Trúc          | Tan Kiong An        |
| 2011 | Palembang         | Peter Gilchrist   | Rom Surin               | Kyaw Oo             |
| 2011 | Palembang         | Peter Gilchrist   | Rom Surin               | Nay Thway Oo        |
| 2013 | Naypyidaw         | Peter Gilchrist   | Nay Thway Oo            | Aung San Oo         |
| 2013 | Naypyidaw         | Peter Gilchrist   | Nay Thway Oo            | Rom Surin           |
| 2015 | Singapur          | Peter Gilchrist   | Htay Aung               | Kyaw Oo             |
| 2015 | Singapur          | Peter Gilchrist   | Htay Aung               | Rom Surin           |
| 2017 | Kuala Lumpur      | Peter Gilchrist   | Chit Ko Ko              | Nay Thway Oo        |
| 2017 | Kuala Lumpur      | Peter Gilchrist   | Chit Ko Ko              | Rom Surin           |
| 2019 | Manila            | Peter Gilchrist   | Nay Thway Oo            | Yuttapop Pakpoj     |
| 2019 | Manila            | Peter Gilchrist   | Nay Thway Oo            | Trần Lê Anh Tuấn    |
| 2021 | Hanoi             | Pauk Sa           | Peter Gilchrist         | Rom Surin           |
| 2021 | Hanoi             | Pauk Sa           | Peter Gilchrist         | Yuttapop Pakpoj     |

### English Billiards Einzel (500 Punkte)
| Jahr | Austragungsort | Gold            | Silber            | Bronze                  |
| ---- | -------------- | --------------- | ----------------- | ----------------------- |
| 2015 | Singapur       | Peter Gilchrist | Nguyễn Thanh Bình | Rom Surin               |
| 2015 | Singapur       | Peter Gilchrist | Nguyễn Thanh Bình | Thawat Sujaritthurakarn |

### English Billiards Doppel
| Jahr | Austragungsort    | Gold                              | Silber                            | Bronze                              |
| ---- | ----------------- | --------------------------------- | --------------------------------- | ----------------------------------- |
| 1995 | Chiang Mai        | Mong Kol Kanfakalang Udon Khaimuk | Moh Loon Hong Lean Kam Peng       | Reynaldo Grandea Louis Saberdo      |
| 2001 | Kuala Lumpur      | Rom Surin Udon Khaimuk            | Moh Loon Hong Lee Thye Hong       | Nguyễn Thanh Long Le Dac Tho        |
| 2003 | Ho-Chi-Minh-Stadt | Rom Surin Udon Khaimuk            | Kyaw Oo Aung San Oo               | Yeo Teck Shin Soh Chye Hian Freddie |
| 2005 | Manila            | U Kyaw Oo U Aung San Oo           | Rom Surin Atthasit Mahitthi       | Lean Kam Beng Roslan Yurnalis       |
| 2007 | Nakhon Ratchasima | Oo Kyaw San Oo Aung               | Roslan Bin Yurnalis Hong Moh Loon | Rom Surin Thawat Sujaritthurakarn   |
| 2009 | Vientiane         | Rom Surin Thawat Surajitthurakarn | Kyaw Oo Aung Htay                 | Peter Gilchrist Lim Chun Kiat       |
| 2011 | Palembang         | Rom Surin Thawat Sujaritthurakarn | Kyaw Oo Nay Thway Oo              | Peter Gilchrist Ang Boon Chin       |
| 2011 | Palembang         | Rom Surin Thawat Sujaritthurakarn | Kyaw Oo Nay Thway Oo              | Nguyễn Thanh Bình Phạm Hoài Nam     |
| 2013 | Naypyidaw         | Rom Surin Thawat Sujaritthurakarn | Aung San Oo Nay Thway Oo          | Chan Keng Kwang Peter Gilchrist     |
| 2013 | Naypyidaw         | Rom Surin Thawat Sujaritthurakarn | Aung San Oo Nay Thway Oo          | Nguyễn Thanh Bình Phạm Hoài Nam     |
| 2015 | Singapur          | Htay Aung Min Sithu Tun           | Chan Keng Kwang Peter Gilchrist   | Rom Surin Thawat Sujaritthurakarn   |
| 2015 | Singapur          | Htay Aung Min Sithu Tun           | Chan Keng Kwang Peter Gilchrist   | Nguyễn Thanh Bình Nguyễn Trung Kiên |
| 2017 | Kuala Lumpur      | Rom Surin Thawat Sujaritthurakarn | Aung Htay Min Sithu Tun           | Peter Gilchrist Glenn Yeo Teck Shin |
| 2017 | Kuala Lumpur      | Rom Surin Thawat Sujaritthurakarn | Aung Htay Min Sithu Tun           | Nguyễn Thanh Bình Trần Lê Anh Tuấn  |
| 2021 | Hanoi             | Yi Wei Puan Peter Gilchrist       | Pauk Sa Min Sithu Tun             | Rom Surin Thawat Sujaritthurakarn   |
| 2021 | Hanoi             | Yi Wei Puan Peter Gilchrist       | Pauk Sa Min Sithu Tun             | Nguyễn Thanh Bình Trần Lê Anh Tuấn  |

### English Billiards Scotch Double
| Jahr | Austragungsort | Gold                          | Silber                 | Bronze                          |
| ---- | -------------- | ----------------------------- | ---------------------- | ------------------------------- |
| 2013 | Naypyidaw      | Rom Surin Suriya Suwannasingh | Nay Thway Oo Aung Htay | Chan Keng Kwang Peter Gilchrist |
| 2013 | Naypyidaw      | Rom Surin Suriya Suwannasingh | Nay Thway Oo Aung Htay | Nguyễn Thanh Bình Phạm Hoài Nam |

### English Billiards Mannschaft
| Jahr | Austragungsort | Gold                                                           | Silber                                                  | Bronze                                                       |
| ---- | -------------- | -------------------------------------------------------------- | ------------------------------------------------------- | ------------------------------------------------------------ |
| 1995 | Chiang Mai     | Thailand Mong Kol Kanfakalang Prasong Phlarak Surasak Netwong  | Philippinen                                             | Singapur                                                     |
| 2001 | Kuala Lumpur   | Thailand Rom Surin Thawat Sujaritthurakarn Udon Khaimuk        | Indonesien Rachmatullah Mohammed Muslim Hasan Manfaluti | Philippinen                                                  |
| 2013 | Naypyidaw      | Myanmar Nay Thway Oo Aung Htay                                 | Thailand Rom Surin Thawat Sujaritthurakarn              | Singapur Chan Keng Kwang Peter Gilchrist                     |
| 2013 | Naypyidaw      | Myanmar Nay Thway Oo Aung Htay                                 | Thailand Rom Surin Thawat Sujaritthurakarn              | Indonesien Hekta Hekta Jaka Kurniawan                        |
| 2015 | Singapur       | Thailand Rom Surin Thawat Sujaritthurakarn Suriya Suwannasingh | Myanmar Aung Htay Kyaw Oo Min Si Thu Tun                | Indonesien Jaka Kurniawan Sahroni Sahroni Marlando Sihombing |
| 2015 | Singapur       | Thailand Rom Surin Thawat Sujaritthurakarn Suriya Suwannasingh | Myanmar Aung Htay Kyaw Oo Min Si Thu Tun                | Vietnam Nguyễn Thanh Bình Nguyễn Trung Kiên Phạm Hoài Nam    |

### Snooker Einzel
| Jahr | Austragungsort    | Gold                       | Silber             | Bronze               |
| ---- | ----------------- | -------------------------- | ------------------ | -------------------- |
| 1995 | Chiang Mai        | Sam Chong                  | Marlon Manalo      | Thomas Ang           |
| 2001 | Kuala Lumpur      | Somporn Kanthawang         | Ng Ann Seng        | Keith E Boon Aun     |
| 2003 | Ho-Chi-Minh-Stadt | Noppadon Noppachorn        | Marlon Manalo      | Issara Kachaiwong    |
| 2005 | Manila            | Issara Kachaiwong          | Nitiwat Kanjanasri | Moh Keen Hoo         |
| 2007 | Nakhon Ratchasima | Moh Keen Hoo               | Noppadon Sangnil   | Atthasit Mahitthi    |
| 2009 | Vientiane         | Supoj Saenla               | Thor Chuan Leong   | Noppadon Noppachorn  |
| 2011 | Palembang         | Thepchaiya Un-Nooh         | Ang Boon Chin      | Thor Chuan Leong     |
| 2011 | Palembang         | Thepchaiya Un-Nooh         | Ang Boon Chin      | Win Khaing Min Aye   |
| 2013 | Naypyidaw         | Issara Kachaiwong          | Win Ko Ko          | Thor Chuan Leong     |
| 2013 | Naypyidaw         | Issara Kachaiwong          | Win Ko Ko          | Moh Keen Hoo         |
| 2015 | Singapur          | Thor Chuan Leong           | Htet Ko            | Michael Mengorio     |
| 2015 | Singapur          | Thor Chuan Leong           | Htet Ko            | Ang Boon Chin        |
| 2017 | Kuala Lumpur      | Siththideth Sakbieng       | Phaitoon Phonbun   | Ko Htet              |
| 2017 | Kuala Lumpur      | Siththideth Sakbieng       | Phaitoon Phonbun   | Suriya Minalavong    |
| 2019 | Manila            | Kritsanut Lertsattayathorn | Moh Keen Hoo       | Sakbieng Siththideth |
| 2019 | Manila            | Kritsanut Lertsattayathorn | Moh Keen Hoo       | Jefrey Roda          |
| 2021 | Hanoi             | James Wattana              | Lim Kok Leong      | Aung Phyo            |
| 2021 | Hanoi             | James Wattana              | Lim Kok Leong      | Passakorn Suwannawat |

### Snooker Doppel
| Jahr | Austragungsort    | Gold                               | Silber                                            | Bronze                                    |
| ---- | ----------------- | ---------------------------------- | ------------------------------------------------- | ----------------------------------------- |
| 1995 | Chiang Mai        | Sam Chong Ng Ann Seng              | Marlon Manalo Joven Alba                          | unbekannt                                 |
| 2001 | Kuala Lumpur      | Rom Surin Somporn Kanthawang       | Marlon Manalo Benjamin Guevarra                   | Sayumin Teng Teng Khee Shien              |
| 2003 | Ho-Chi-Minh-Stadt | Keith E Boon Aun Puan Yi Wei       | Lee Poh Soon Moh Keen Hoo                         | Somporn Kanthawang Phaitoon Phonbun       |
| 2007 | Nakhon Ratchasima | Atthasit Mahitthi Phaitoon Phonbun | Moh Keen Hoo Yong Kien Foot                       | Benjamin Guevarra James Ortega            |
| 2009 | Vientiane         | Ang Boon Chin Lim Chun Kiat        | Thor Chuan Leong Chee Wei Lai                     | Issara Kachaiwong Phaitoon Phonbun        |
| 2011 | Palembang         | Thor Chuan Leong Sam Chong         | Lim Chun Kiat Ang Boon Chin                       | Win Khaing Min Aye Win Ko Ko              |
| 2011 | Palembang         | Thor Chuan Leong Sam Chong         | Lim Chun Kiat Ang Boon Chin                       | Thanawat Tirapongpaiboon Noppon Saengkham |
| 2015 | Singapur          | Moh Keen Hoo Thor Chuan Leong      | Kritsanut Lertsattayathorn Ratchayothin Yotharuck | Alvin Barbero Michael Mengorio            |
| 2015 | Singapur          | Moh Keen Hoo Thor Chuan Leong      | Kritsanut Lertsattayathorn Ratchayothin Yotharuck | Lim Chun Kiat Tey Choon Kiat              |
| 2017 | Kuala Lumpur      | Chan Keng Kwang Tey Choon Kiat     | Issara Kachaiwong Phaitoon Phonbun                | Moh Keen Hoo Thor Chuan Leong             |
| 2017 | Kuala Lumpur      | Chan Keng Kwang Tey Choon Kiat     | Issara Kachaiwong Phaitoon Phonbun                | Aung Phyo Ko Htet                         |
| 2019 | Manila            | Moh Keen Hoo Lim Kok Leong         | Alvin Barbero Jefrey Roda                         | Kingsley Ang Lim Chun Kiat                |
| 2019 | Manila            | Moh Keen Hoo Lim Kok Leong         | Alvin Barbero Jefrey Roda                         | Ko Htet Thet Min Lin                      |

### Snooker Mannschaft
| Jahr | Austragungsort    | Gold                                                        | Silber                                                    | Bronze                                                  |
| ---- | ----------------- | ----------------------------------------------------------- | --------------------------------------------------------- | ------------------------------------------------------- |
| 1995 | Chiang Mai        | Malaysia Sam Chong Liew Kitt Fatt Yong Kien Foot            | Thailand Rom Surin Sakchai Sim Ngam Somporn Kanthawang    | unbekannt                                               |
| 2001 | Kuala Lumpur      | Thailand Supoj Saenla Somporn Kanthawang Chatchawan Rutphae | Philippinen James Ortega Marlon Manalo Benjamin Guevarra  | Malaysia                                                |
| 2003 | Ho-Chi-Minh-Stadt | Thailand Phaitoon Phonbun Noppadon Noppachorn               | Malaysia Lee Poh Soon Moh Keen Hoo Lee Hwa Meng           | Philippinen Marlon Manalo James Ortega                  |
| 2005 | Manila            | Philippinen Alex Pagulayan Joven Alba Leonardo Andam        | Thailand Nitiwat Kanjanasri Phaitoon Phonbun Supoj Saenla | Indonesien Rudy Sulaeman Bambang Saputra 0              |
| 2007 | Nakhon Ratchasima | Thailand Jantad Pramual Phaitoon Phonbun Noppadon Sangnil   | Malaysia Moh Loon Hong Thor Chuan Leong Yong Kien Foot    | Singapur Keith E Boon Aun Peter Gilchrist Lim Chun Kiat |

### 6-Red-Snooker Einzel
| Jahr | Austragungsort    | Gold             | Silber               | Bronze             |
| ---- | ----------------- | ---------------- | -------------------- | ------------------ |
| 2007 | Nakhon Ratchasima | Phaitoon Phonbun | Thepchaiya Un-Nooh   | Lim Chun Kiat      |
| 2013 | Naypyidaw         | Thor Chuan Leong | Siththideth Sakbieng | Win Khaing Min Aye |
| 2013 | Naypyidaw         | Thor Chuan Leong | Siththideth Sakbieng | Zaw Ye Htut        |
| 2021 | Hanoi             | Lim Kok Leong    | Jefrey Roda          | Moh Keen Hoo       |
| 2021 | Hanoi             | Lim Kok Leong    | Jefrey Roda          | Suchakree Poomjang |

### 6-Red-Snooker Doppel
| Jahr | Austragungsort | Gold                             | Silber                       | Bronze                        |
| ---- | -------------- | -------------------------------- | ---------------------------- | ----------------------------- |
| 2013 | Naypyidaw      | Issara Kachaiwong Pramual Jantad | Win Khaing Min Aye Win Ko Ko | Thor Chuan Leong Moh Keen Hoo |
| 2013 | Naypyidaw      | Issara Kachaiwong Pramual Jantad | Win Khaing Min Aye Win Ko Ko | Ang Boon Chin Lim Chun Kiat   |

### 6-Red-Snooker Einzel (Damen)
| Jahr | Austragungsort    | Gold                | Silber         | Bronze      |
| ---- | ----------------- | ------------------- | -------------- | ----------- |
| 2007 | Nakhon Ratchasima | Santhinee Jaisuekul | Basas Mary Ann | Iris Ranola |

### 8-Ball Einzel (Damen)
| Jahr | Austragungsort    | Gold             | Silber              | Bronze                  |
| ---- | ----------------- | ---------------- | ------------------- | ----------------------- |
| 2005 | Manila            | Rubilen Amit     | Hoe Shu Wah         | Charlene Chai Zeet Huey |
| 2007 | Nakhon Ratchasima | Angeline Ticoalu | Santhinee Jaisuekul | Rubilen Amit            |
| 2009 | Vientiane         | Rubilen Amit     | Angeline Ticoalu    | Eshter Kwan             |
| 2011 | Palembang         | Iris Ranola      | Amanda Rahayu       | Angeline Ticoalu        |
| 2011 | Palembang         | Iris Ranola      | Amanda Rahayu       | Hoe Shu Wah             |

### 9-Ball Einzel (Damen)
| Jahr | Austragungsort    | Gold             | Silber            | Bronze                |
| ---- | ----------------- | ---------------- | ----------------- | --------------------- |
| 2005 | Manila            | Rubilen Amit     | Suhana Dewi Sabtu | Hoe Shu Wah           |
| 2007 | Nakhon Ratchasima | Rubilen Amit     | Angeline Ticoalu  | Santhinee Jaisuekul   |
| 2009 | Vientiane         | Rubilen Amit     | Charlene Chai     | Iris Ranola           |
| 2011 | Palembang         | Iris Ranola      | Rubilen Amit      | Hoe Shu Wah           |
| 2011 | Palembang         | Iris Ranola      | Rubilen Amit      | Huỳnh Thị Ngọc Huyền  |
| 2013 | Naypyidaw         | Angeline Ticoalu | Rubilen Amit      | Đoàn Thị Ngọc Lệ      |
| 2013 | Naypyidaw         | Angeline Ticoalu | Rubilen Amit      | Ami Aung              |
| 2015 | Singapur          | Chezka Centeno   | Rubilen Amit      | Aung Aye Mi           |
| 2015 | Singapur          | Chezka Centeno   | Rubilen Amit      | Siraphat Chitchomnart |
| 2017 | Kuala Lumpur      | Chezka Centeno   | Rubilen Amit      | Klaudia Djajalie      |
| 2017 | Kuala Lumpur      | Chezka Centeno   | Rubilen Amit      | Suhana Dewi Sabtu     |
| 2019 | Manila            | Rubilen Amit     | Chezka Centeno    | Vutthiphan Kongkaket  |
| 2019 | Manila            | Rubilen Amit     | Chezka Centeno    | Tan Hui Ming          |
| 2021 | Hanoi             | Rubilen Amit     | Jessica Tan       | Bùi Xuân Vàng         |
| 2021 | Hanoi             | Rubilen Amit     | Jessica Tan       | Nguyễn Bích Trâm      |

### 9-Ball Doppel (Damen)
| Jahr | Austragungsort | Gold                        | Silber                     | Bronze                       |
| ---- | -------------- | --------------------------- | -------------------------- | ---------------------------- |
| 2019 | Manila         | Chezka Centeno Rubilen Amit | Fathrah Masum Nony Andilah | Angeline Ticoalu Silviana Lu |
| 2019 | Manila         | Chezka Centeno Rubilen Amit | Fathrah Masum Nony Andilah | Tan Hui Ming Ng Yi Huai      |

### 10-Ball Einzel (Damen)
| Jahr | Austragungsort | Gold           | Silber           | Bronze               |
| ---- | -------------- | -------------- | ---------------- | -------------------- |
| 2013 | Naypyidaw      | Rubilen Amit   | Angeline Ticoalu | Iris Ranola          |
| 2013 | Naypyidaw      | Rubilen Amit   | Angeline Ticoalu | Huỳnh Thị Ngọc Huyền |
| 2019 | Manila         | Chezka Centeno | Rubilen Amit     | Thandar Maung        |
| 2019 | Manila         | Chezka Centeno | Rubilen Amit     | Aye Mi Aung          |
| 2021 | Hanoi          | Rubilen Amit   | Chezka Centeno   | Pennipa Nakjul       |
| 2021 | Hanoi          | Rubilen Amit   | Chezka Centeno   | Bùi Xuân Vàng        |

## Medaillenspiegel
| Platz         | Land        | Gold | Silber | Bronze | Gesamt |
| ------------- | ----------- | ---- | ------ | ------ | ------ |
| 1             | Philippinen | 37   | 26     | 33     | 96     |
| 2             | Thailand    | 27   | 14     | 28     | 69     |
| 3             | Vietnam     | 17   | 20     | 23     | 60     |
| 4             | Singapur    | 13   | 10     | 35     | 58     |
| 5             | Indonesien  | 8    | 12     | 19     | 39     |
| 6             | Myanmar     | 7    | 20     | 20     | 47     |
| 7             | Malaysia    | 7    | 14     | 16     | 37     |
| 8             | Laos        | 1    | 1      | 2      | 4      |
| Gesamt        | Gesamt      | 117  | 117    | 176    | 410    |
| Stand: 2021 1 |             |      |        |        |        |